# Caenidae
Caenidae es una familia de insectos efemerópteros de la superfamilia Caenoidea.
Se conocen 26 géneros que contienen 230 especies. Son de distribución mundial. Pueden encontrarse por toda Norteamérica en entornos lóticos, deposicionales. Les gusta vivir en fondos cenagosos y sus branquias están especialmente adaptadas para tales entornos. Los adultos normalmente aparecen de mayo a septiembre, aunque en Florida lo hacen durante todo el año. A diferencia de otras efímeras, éstas pueden encontrarse en ambientes degradados y no son, pues, indicadores fiables de aguas no contaminadas.